# Euparixoides araguaensis
Euparixoides araguaensis är en skalbaggsart som beskrevs av Zdzisława Stebnicka och Paul E.Skelley 2005. Euparixoides araguaensis ingår i släktet Euparixoides och familjen Aphodiidae. Inga underarter finns listade i Catalogue of Life.